# Podcast News
«Podcast News» (titulado «Nuevos Podcast» en Hispanoamérica y «Al filo del podcast» en España es el sexto episodio de la trigésima segunda temporada de la comedia animada estadounidense Los Simpson, y el número 690 en general. Se emitió en los Estados Unidos por Fox el 15 de noviembre de 2020.  El episodio fue dirigido por Matthew Faughnan y escrito por David X. Cohen.
Morgan Fairchild, Christine Nangle y Stellan Skarsgård son estrellas invitadas en el episodio. En el episodio, el abuelo Simpson es acusado de asesinato y Kent Brockman crea un podcast al respecto. También recibió críticas generalmente positivas y fue visto en vivo en los Estados Unidos por 3.50 millones de espectadores. Este episodio fue dedicado a la memoria de Alex Trebek .

## Trama
Mientras Marge y Lisa se vuelven adictos a los podcasts sobre crímenes reales, Homer y Bart van a visitar al abuelo al Castillo de Retiro de Springfield y descubren que tiene una nueva novia llamada Vivienne St. Charmaine, una ex estrella de televisión.
Más tarde, durante una escapada romántica a bordo de un crucero, se informa que Vivienne murió por una caída a bordo del crucero, y el abuelo, que no recuerda lo que sucedió, es el principal sospechoso. Para tratar de mantenerse relevante, Kent Brockman decide crear un podcast llamado "Guilty Grampa", donde convence a Springfield, a la familia e incluso al propio Abuelo de que él es culpable del crimen.
Kent descubre que Vivienne le había dejado todo su dinero al abuelo en su póliza de seguro de vida, dándole un motivo para el asesinato. El abuelo confiesa y es encerrado en la cárcel, aunque más tarde, el Dr. Hibbert les revela a los Simpson que Vivienne está viva: había estado rastreando los movimientos de ella y del abuelo a través de chips de GPS que había implantado durante su colonoscopia, y ella había fingido su muerte y huyó a un centro turístico mexicano. Hibbert y los Simpson luego confrontan a Kent con la información antes de la final en vivo de "Guilty Grampa" y lo presionan con éxito para que revele la verdad. Aunque el abuelo sale de prisión, está molesto porque cree que Vivienne fue el último amor de su vida.
En la escena final, el abuelo se encuentra con Vivienne, quien les recuerda que se suponía que debía encontrarse con ella en México con el dinero del seguro como lo habían planeado anteriormente. La pareja decide esconderse juntos sin ser notados en el Castillo de Retiro de Springfield hasta que la publicidad del caso se apague.

## Producción

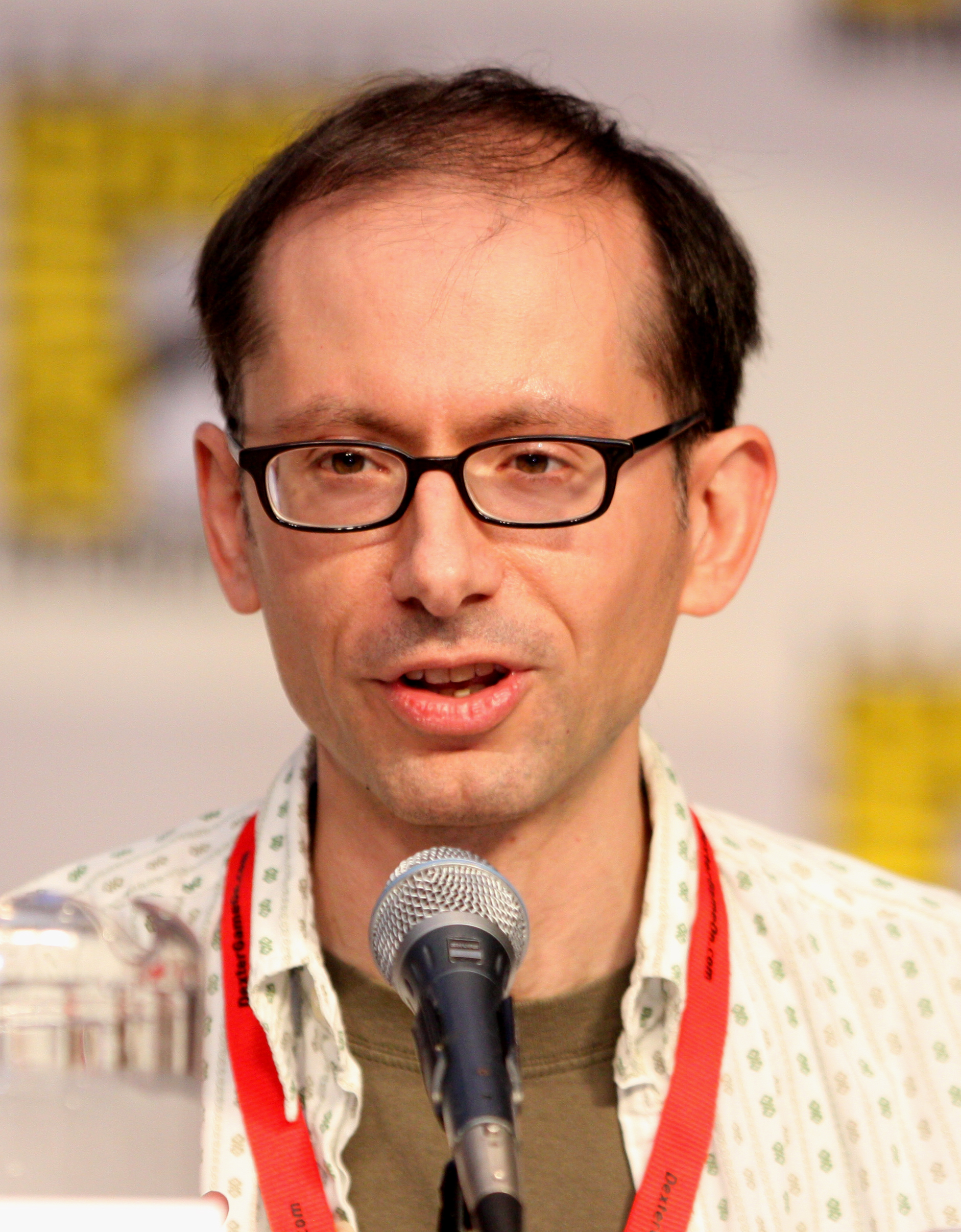
«Podcast News» era el primer episodio que David X. Cohen escribía para Los Simpson desde 1998.

### Desarrollo
«Podcast News» fue dirigido por Matthew Faughnan y escrito por David X. Cohen. El episodio supuso la primera vez que Cohen escribía un episodio de la serie desde 1998, cuando escribió el segmento «Starship Poopers» de «Treehouse of Horror IX».

### Invitados
El episodio contó con múltiples apariciones de invitados. La actriz Morgan Fairchild apareció en el episodio como Vivienne St. Charmaine, la novia del abuelo. Christine Nangle, guionista de Los Simpson, apareció como la podcaster Tabitha Shingle. El actor sueco Stellan Skarsgård apareció como él mismo. Yeardley Smith, que da voz a Lisa Simpson, también apareció en el episodio como ella misma, presentadora del podcast Small Town Dicks. El primero fue Harry Shearer, que actuó como Derek Smalls en el episodio «The Otto Show», y el segundo fue Dan Castellaneta, que actuó como él mismo en los episodios «Homer Simpson, This Is Your Wife» y «He Loves to Fly and He D'ohs».
El podcaster y analista deportivo Bill Simmons iba a aparecer como invitado en el episodio, pero no llegó a hacerlo. Se suponía que la cantante y compositora Billie Eilish iba a cantar la introducción del podcast Guilty Grampa, pero su aparición se redujo por falta de tiempo y el equipo del programa nunca se puso en contacto con ella.